# Morti nel 1563
| Questa pagina contiene informazioni ricavate automaticamente dalle voci biografiche con l'ausilio del template Bio e di un bot. L'aggiornamento è periodico e automatico e ricostruisce completamente la pagina. Se manca una persona in questa lista, sei pregato di non aggiungerla, ma accertati piuttosto che la sua voce biografica contenga il template Bio e che i dati anagrafici siano correttamente compilati. Se il template Bio manca, inseriscilo tu stesso o, in alternativa, metti l'avviso {{tmp\|Bio}} che ne segnala la mancanza. Se i dati riportati sono sbagliati, correggi direttamente la voce biografica; le modifiche saranno visibili in questa lista entro pochi giorni. Per chiarimenti vedi il progetto biografie. La lista contiene solo le 66 persone che sono citate nell'enciclopedia e per le quali è stato implementato correttamente il template Bio. Pagina aggiornata al 12 nov 2024. |

## Gennaio(3)
- 2 gennaio - Girolamo Foscari, vescovo cattolico italiano (n. 1505)
- 4 gennaio - Elisabetta d'Assia, principessa (n. 1503)
- 6 gennaio - Giambattista Castaldo, condottiero e nobile italiano

## Febbraio(5)
- 2 febbraio - Hans Neusidler, compositore e liutista tedesco (n. 1508)
- 2 febbraio - Lorenzo Torrentino, tipografo e umanista olandese (n. 1499)
- 4 febbraio - Guglielmo di Brandeburgo, arcivescovo cattolico tedesco (n. 1498)
- 18 febbraio - Francesco I di Guisa, condottiero e politico francese (n. 1519)
- 20 febbraio - Janet Stewart, nobildonna scozzese (n. 1505)

## Marzo(7)
- 2 marzo - Ercole Gonzaga, cardinale italiano (n. 1505)
- 9 marzo - Maria de Cardona, nobile italiana (n. 1509)
- 9 marzo - Ippolita Gonzaga, nobildonna italiana (n. 1535)
- 11 marzo - Jacopo Nardi, letterato e drammaturgo italiano (n. 1476)
- 17 marzo - Girolamo Seripando, cardinale e arcivescovo cattolico italiano (n. 1493)
- 18 marzo - Jean de Poltrot de Mére, nobile (n. 1537)
- 19 marzo - Arthur Brooke, poeta e traduttore inglese

## Aprile(5)
- 4 aprile - Giulia della Rovere, nobildonna italiana (n. 1531)
- 15 aprile - Bernardo VIII di Lippe, nobile tedesco (n. 1527)
- 20 aprile - Pedro de Soto, presbitero e teologo spagnolo (n. 1493)
- 26 aprile - Giacomo Puteo, cardinale e arcivescovo cattolico italiano (n. 1495)
- 30 aprile - Henry Stafford, I barone Stafford, nobile inglese (n. 1501)

## Maggio(1)
- 21 maggio - Martynas Mažvydas, scrittore e pastore protestante lituano (n. 1510)

## Giugno(3)
- 9 giugno - William Paget, I barone Paget, nobile e politico inglese (n. 1506)
- 29 giugno - Caterina di Braunschweig-Lüneburg, nobile tedesca (n. 1488)
- 30 giugno - Vincenzo Guerrieri Gonzaga, politico e condottiero italiano (n. 1495)

## Luglio(3)
- 22 luglio - Francisco de Villagra, militare spagnolo
- 24 luglio - Giovan Battista Gelli, filosofo e scrittore italiano (n. 1498)
- 31 luglio - Agostino Mainardi, teologo e pastore protestante italiano (n. 1482)

## Agosto(6)
- 10 agosto - Francesco Pesenti, pittore italiano (n. 1515)
- 18 agosto - Étienne de La Boétie, filosofo, scrittore e politico francese (n. 1530)
- 19 agosto - Costanza da Correggio, nobildonna italiana (n. 1499)
- 21 agosto - Vittore Trincavelli, medico, filosofo e grecista italiano (n. 1489)
- 24 agosto - Álvaro de la Quadra, vescovo cattolico e diplomatico spagnolo (n. 1516)
- 31 agosto - Giovanni Angelo Montorsoli, scultore e architetto italiano (n. 1507)

## Settembre(4)
- 7 settembre - Giovanni Campeggi, vescovo cattolico e diplomatico italiano (n. 1513)
- 17 settembre - Henry Manners, II conte di Rutland, nobile inglese (n. 1526)
- 18 settembre - Mōri Takamoto, militare giapponese (n. 1523)
- 22 settembre - Teodosio I di Braganza, nobile portoghese (n. 1510)

## Ottobre(1)
- 22 ottobre - Diego de Siloé, architetto e scultore spagnolo (n. 1495)

## Novembre(2)
- 5 novembre - Ioan Iacob Heraclid, principe (n. 1511)
- 11 novembre - Francesco Salviati, pittore italiano (n. 1510)

## Dicembre(4)
- 1º dicembre - Andrea Schiavone, pittore e incisore italiano
- 4 dicembre - Laura Lanza, nobile italiana (n. 1529)
- 29 dicembre - Sébastien Castellion, umanista e teologo francese (n. 1515)
- 31 dicembre - Carlo I di Cossé, nobile e militare francese (n. 1505)

## Senza giorno specificato(22)
- Macario, arcivescovo ortodosso, scrittore e santo russo (n. 1482)
- Onorio da Maglie, filologo greco (n. 1534)
- Pietro Giovanni Aliotti, vescovo cattolico italiano
- Thomas Appleby, compositore e organista inglese
- Antoine Arena, poeta e giurista francese (n. 1500)
- John Bale, vescovo cattolico, drammaturgo e storico inglese (n. 1495)
- Giacomo Castriotto, ingegnere italiano
- Alonso García Bravo, architetto, urbanista e condottiero spagnolo (n. 1490)
- Giovanni Ludovico di Saluzzo, marchese (n. 1496)
- Glareano, umanista, poeta e teorico musicale svizzero (n. 1488)
- Cristoforo Grimaldi Rosso, doge (n. 1480)
- Felipe de Guevara, umanista e collezionista d'arte spagnolo (n. 1500)
- Kitabatake Harutomo, militare giapponese (n. 1503)
- Hans Sebald Lautensack, pittore tedesco
- Francesco Negri, umanista, letterato e teologo italiano (n. 1500)
- Vannina d'Ornano, nobile italiana
- Marco Antonio Passeri, filosofo italiano (n. 1491)
- Stagio Stagi, scultore italiano (n. 1496)
- Tada Mitsuyori, militare giapponese (n. 1501)
- Juan de Santo Domingo de Mendoza Tlacaeleltzin, sovrano
- Alfonso d'Aragona, nobile spagnolo (n. 1489)
- Domenico dell'Allio, architetto italiano (n. 1515)